# سلوان موميكا
سلوان صباح متَّى موميكا (بالسريانية: ܡ ܫܡ ܤܐܡ ܫܒܐ ܡܕ݁ܡܳܝ); 23 يونيو 1986 – 29 يناير 2025) كان ناشط ملحدًا مناهضًا للإسلام، عرف على نطاق واسع كلاجئ آشوري عراقي في السويد وبتنظيم المظاهرات العامة التي أحرق فيها القرآن الكريم ودنّسه. وتُشير التقارير إلى أنهُ توفي في 29 يناير/كانون الثاني 2025، عندما أُطلق عليه النار أثناء بث مباشر على تيك توك.

## بدايته
وُلد موميكا في قضاء الحمدانية في قره قوش، ضمن محافظة نينوى في شمال العراق. نشأ في كنف الكنيسة الكاثوليكية الآشورية. خلال الحرب الأهلية العراقية (2006–2008)، انضم موميكا إلى الحزب الوطني الآشوري وعمل كحارس أمني لمقره في الموصل. وفقًا لمصادر حكومية عراقية، فرّ موميكا من مسقط رأسه عام 2012 بعد أن أدانته المحكمة المحلية بحادث سير أدى إلى وفاة غير متعمدة، وحُكم عليه بالسجن لمدة ثلاث سنوات في سجن بادوش.
بعد سقوط الموصل بيد تنظيم الدولة الإسلامية (داعش) في يونيو 2014، انضم موميكا إلى قوات الحشد الشعبي للقتال ضد التنظيم. ظهر في مقاطع فيديو مرتديًا زي عسكري ضمن وحدة كتائب روح الله يسوع ابن مريم، وهي وحدة مسيحية مرتبطة بـكتائب الإمام علي، التي تُعد الجناح المسلح حركة العراق الإسلامية. تُعرف كتائب الإمام علي بعلاقاتها الوثيقة مع إيران وتُعتبر جزءًا من محور المقاومة في الشرق الأوسط. كما وُجّهت إلى هذه الكتائب اتهامات بارتكاب جرائم حرب والمشاركة في العنف الطائفي في العراق.
في عام 2014، أسس موميكا اتحاد الديمقراطيين السريان وصقور القوات السريانية، وهي مليشيا مسلحة مرتبطة بـكتائب بابليون، الجناح العسكري لـحركة بابليون. في عام 2017، دخل موميكا في نزاع داخلي على السلطة مع زعيم حركة بابليون ريان الكلداني، انتهى بخسارته وهروبه من البلاد بفضل انشقاقه عن كتائب بابليون.

## النشاط

### الهجرة إلى السويد
في عام 2017، فرّ موميكا إلى ألمانيا بتأشيرة شنغن حيث أعلن إلحاده وارتداده عن المسيحية.
في أبريل 2018، تقدم موميكا بطلب للحصول على تأشيرة لجوء إلى السويد، وسُجّل منذ ذلك الحين كلاجئ عراقي حتى أبريل 2021، عندما مُنح تصريح إقامة مؤقت لمدة ثلاث سنوات، وكان من المقرر أن تنتهي صلاحيته في أبريل 2024.
رُفض طلب موميكا للحصول على إقامة دائمة، والتي تُعد ضرورية للحصول على الجنسية السويدية، لأنه كذب في طلب اللجوء الخاص به من خلال إنكاره انتماءه إلى كتائب الإمام علي، مدعيًا أنه كان مرتبطًا بالفرع السياسي وليس بالفرع العسكري للحركة. ومنذ أيامه الأولى في السويد، شوهد في صور أمام مبنى البرلمان السويدي برفقة عضو البرلمان عن الديمقراطيين المسيحيين روبرت هليف. كما عقد اجتماعًا مع البرلمانية عن ديمقراطيو السويد جوليا كرونليد وقد صرّح لاحقًا بأنه يرغب في الترشح للبرلمان كمرشح عن الحزب.
بعد حصوله على تصريح الإقامة في السويد، وبينما كان لا يزال قيد التحقيق بسبب ارتباطه بجماعة مسلحة موالية لإيران، تورط موميكا في حادثة تهديد لرجل كان يشاركه السكن، حيث هدده باستخدام سكين. نتيجة لذلك، أُدين في العام التالي بتهمة التهديد غير القانوني، وصدر بحقه حكم بالخضوع للمراقبة وأداء الخدمة المجتمعية.

### إحراق القرآن الكريم
في عام 2023، نظم سلوان موميكا سلسلة من المظاهرات ضد الإسلام. خلال هذه المظاهرات، قام بتدنيس القرآن وحرقه تحت حماية الشرطة وبتصريح قانوني. وقد صاحب عمليات حرق القرآن هجمات ضد موميكا. واحتجاجًا على ذلك قام عدد من العراقيين باقتحام السفارة السويدية في بغداد وإحراقها.
كذلك في عام 2023، قررت وكالة الهجرة السويدية ترحيل موميكا من البلاد. ولكن نظرًا للتهديدات التي تواجهه في العراق، لم ينفذ قرار الترحيل، ولذلك حصل على تصريح إقامة مؤقت جديد حتى أبريل 2024.

### الترحيل من النرويج
في 27 مارس 2024، أُفيد أن موميكا غادر السويد متجهًا إلى النرويج لطلب اللجوء. بعد مغادرته بوقت قصير، انتشرت شائعات على وسائل التواصل الاجتماعي تفيد بأنه عُثر عليه ميتًا في النرويج، لكن الشرطة النرويجية نفت تلك الشائعات.
في 4 أبريل، أعلنت الشرطة النرويجية أنها اعتقلت موميكا في 28 مارس، وأنها تخطط لترحيله إلى السويد استنادًا إلى اتفاقية دبلن. ونُقل إلى السويد في 11 أبريل.

## مقتله
عُثر على سلوان موميكا مقتولًا بالرصاص في 29 يناير 2025، وكان في الثامنة والثلاثين من عمره. وقعت الحادثة في منزله بمدينة سودرتاليا. واعتُقل خمسة أشخاص على صلة بإطلاق النار، وفقًا لما ذكره المدعي العام السويدي. نتيجة لوفاته، أُجِّل النطق بالحكم في قضيته المتعلقة بحرق القرآن حتى 3 فبراير.